# 미하 블라지치
미하 블라지치(슬로베니아어: Miha Blažič, 1993년 5월 8일 ~ )는 엑스트라클라사의 레흐 포즈난과 슬로베니아 국가대표팀에서 센터백으로 활약하고 있는 슬로베니아의 축구 선수이다.

## 구단 경력
블라지치는 17세의 나이에 코페르와 첫 프로 계약을 맺었다.
2017년 8월 31일, 블라지치는 페렌츠바로시와 3년 계약을 체결했다. 페렌츠바로시에서 그는 2018-19년 시즌부터 2021-22년 시즌까지 리그 4연패를 달성했다. 그는 또한 팀이 플레이오프에서 몰데를 탈락시킨 후 2020-21년 UEFA 챔피언스리그 조별 리그에 출전했다.
2022년 6월 4일, 그는 리그 1의 앙제에 3년 계약을 맺었다.
2023년 7월 6일, 폴란드의 레흐 포즈난은 블라지치가 2년 계약으로 입단했다고 발표했다.

## 국가대표팀 경력
블라지치는 16세 이하부터 21세 이하까지 슬로베니아 청소년 국가대표팀으로 활약하며 4년 동안 주장을 맡았다. 그는 2018년 6월 2일 몬테네그로와의 친선 경기에서 국가대표팀으로 데뷔했다.
2024년 6월, 그는 독일에서 열린 UEFA 유로 2024 슬로베니아 선수단에 선발되었다.